# Bowling Green (Ohio)
Bowling Green is een plaats (city) in de Amerikaanse staat Ohio, en valt bestuurlijk gezien onder Wood County.

## Demografie
Bij de volkstelling in 2000 werd het aantal inwoners vastgesteld op 29.636.
In 2006 is het aantal inwoners door het United States Census Bureau geschat op 29.725, een stijging van 89 (0,3%).

## Geografie
Volgens het United States Census Bureau beslaat de plaats een oppervlakte van
26,4 km², waarvan 26,3 km² land en 0,1 km² water.

## Geboren
- Derk Cheetwood (8 oktober 1973), acteur

## Plaatsen in de nabije omgeving
De onderstaande figuur toont nabijgelegen plaatsen in een straal van 16 km rond Bowling Green.